# Curcuma alismatifolia
Сіамський тюльпан (Curcuma alismatifolia) — вид рослин родини куркума (Curcuma).

## Будова

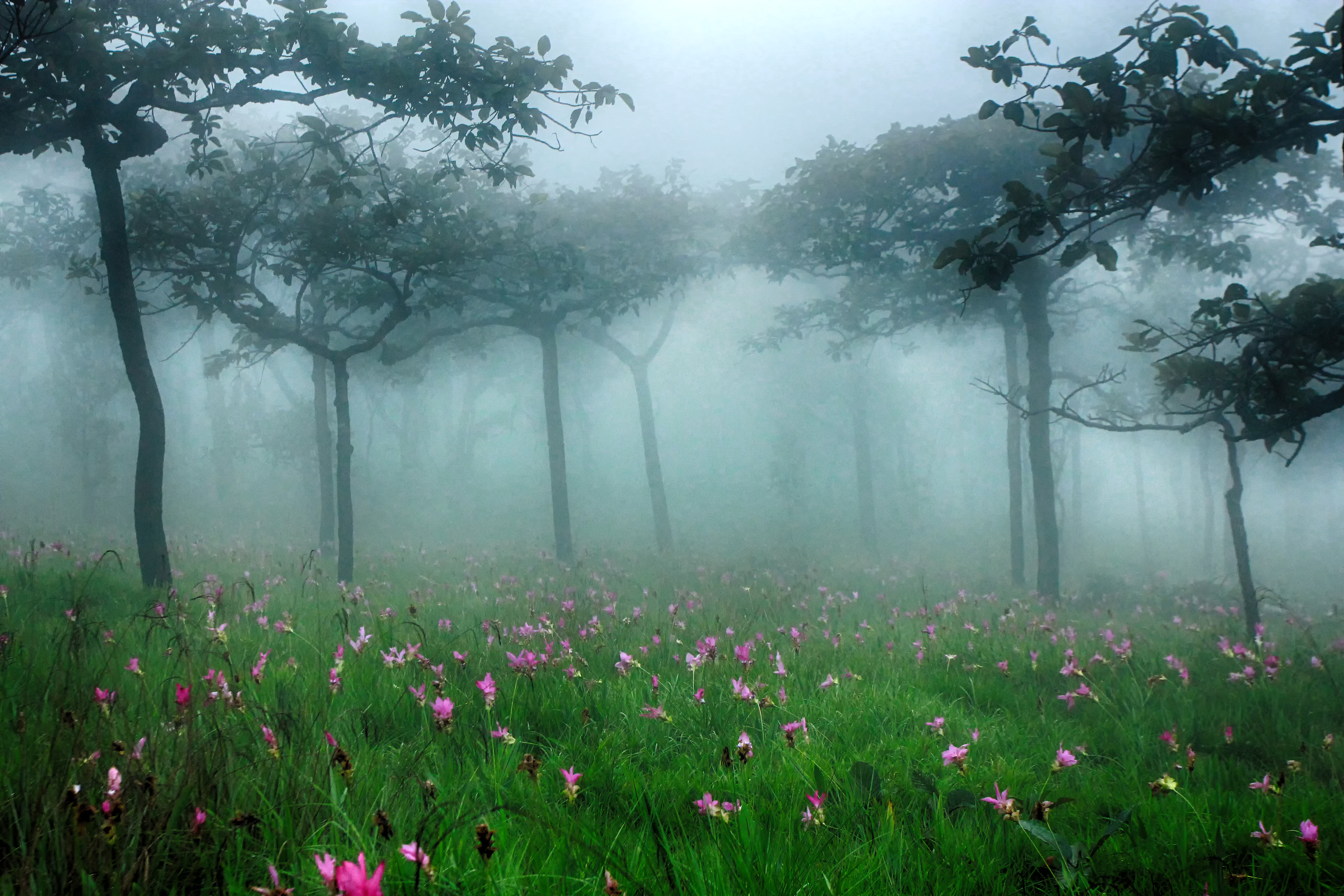
Поле сіамських тюльпанів

Не зважаючи на назву — рослина належить до родини Імбирних. Швидко росте і може досягати висоти півтора метра. Листя просте велике. Квіти виростають на окремих квітоніжках. Колір варіюється від рожевого до білого, зустрічаються квіти з двома кольорами. Має ризоми.

## Життєвий цикл
Зацвітає під час сезону дощів у липні.

## Поширення та середовище існування
Походить з території Лаосу та Таїланду.

## Практичне використання
Декоративна рослина. Використовується у озеленені. У національному парку Па Хін Нгам тай. ป่าหินงาม знаходиться поле сіамських тюльпанів.